# Tim Lambesis
Tim Lambesis (født 21. november 1980) er vokalisten i det amerikanske metalband As I Lay Dying. Han kendes for sit meget specielle growl og sine tekster, der ofte handler om religion, kæresteforhold og livets besværligheder. Han har selv produceret alle gruppens albums.

Tim Lambesis har desuden sit eget band Austrian Death Machine, hvor Lambesis selv synger samt spiller alle instrumenter. Det første album Total Brutal blev udgivet i juli 2008 og senere samme år udkom A Very Brutal Christmas.

## Privatliv
Lambesis blev i maj 2014 idømt 6 års fængsel, da han få måneder forinden indrømmede at have hyret en civilbetjent til at myrde sin hustru.